# Saint-Marc (Haiti)
Saint-Marc, in creolo haitiano Sen Mak, è un comune di Haiti, capoluogo dell'arrondissement omonimo nel dipartimento dell'Artibonite.